# المحافظة الغربية (كينيا)
المحافظة الغربية هي إحدى محافظات كينيا، تقع على الحدود مع أوغندا، هي واحدة من سبع مقاطعات إدارية في كينيا. يوجد بها جبل الغون وهو ثاني أعلى جبال كينيا. بها غابات كاكاميغا المطيرة. عاصمتها هي مدينة كاكاميغا.